# 平和・民主・革新の日本をめざす全国の会
平和・民主・革新の日本をめざす全国の会（へいわ・みんしゅ・かくしんのにほんをめざすぜんこくのかい）、通称全国革新懇（ぜんこくかくしんこん）は、1980年1月10日に日本社会党（現・社会民主党）と公明党が日米安保条約の堅持・自衛隊（合憲判断）容認・連立政権協議からの日本共産党の排除が含まれる社公連合政権構想合意（いわゆる「社公合意」）を結んだことを端緒に、翌1981年に日本共産党を含めた形での野党共闘・連立政権（革新統一）を支持する容共革新派（左派）が結成した日本の政治運動団体。
2001年5月26日に「平和・民主主義・革新統一をすすめる全国懇話会」から改名。

## 概要
1980年に日本社会党（現・社会民主党）と公明党が結んだ社公連合政権構想合意（社公合意）により、社会党と日本共産党との社共共闘を中心とする革新統一が著しく困難になったことを期に、1981年に結成された。「思想・信条、政党支持の違いを超えた国民多数の革新的な運動の結集」として個人・団体と日本共産党が共同した一種の政治的統一戦線運動。
「平和・民主主義・革新統一をすすめる全国懇話会」という組織名だったが、2001年5月26日における第21回世話人総会以降は現在の名称へ変更。

## 共同目標
以下のような「三つの共同目標」を掲げている。

## 団体データ
- 会員数：公称450万人
- 地方組織：47都道府県、601地域、160職場、5青年組織（しんぶん赤旗2007年1月17日付け全国革新懇広告より）
- 機関
  - 全国総会 - 意思決定機関
  - 代表世話人会 - 会を代表する
  - 常任世話人 - 代表世話人会を準備し確認事項を具体化する
  - 事務室 - 代表世話人会の下に日常業務を行う
- 事務所：東京都新宿区四谷3-8 三橋ビル5階
- 機関紙：全国革新懇ニュース
- : 月刊。購読料（送料含む）は1年間1800円。一部の価格は100円。

## 代表世話人
- 五十嵐仁（政治学者、法政大学名誉教授）
- 池田香代子（翻訳家）
- 石川康宏（経済学者、神戸女学院大学教授）
- 伊東達也（原発問題住民運動全国連絡センター筆頭代表委員）
- 岩田研二郎（自由法曹団団長・弁護士）
- 太田義郎（全国商工団体連合会会長）
- 小田川義和（前・全国労働組合総連合議長）
- 小畑雅子（全国労働組合総連合議長）
- 川﨑美栄子（大阪府保険医協会副理事長）
- 小池晃（日本共産党書記局長）
- 纐纈厚（歴史学者、山口大学名誉教授）
- 小林節（憲法学者、弁護士、慶應義塾大学名誉教授）
- 小林武（憲法学者、弁護士、沖縄大学客員教授）
- 小松泰信（農学者、岡山大学名誉教授）
- 桜田照雄（会計学者、阪南大学教授）
- 志位和夫（日本共産党議長）
- 杉井静子（弁護士）
- 田中光雄（神奈川革新懇代表世話人）
- 田辺準也（革新・愛知の会代表世話人、NPO地域と共同の研究センター理事）
- 田村智子（日本共産党委員長）
- 角田由紀子（弁護士）
- 冨田宏治（関西学院大学教授）
- 西川龍平（日本民主青年同盟委員長）
- 長谷川敏郎（農民運動全国連合会会長）
- 浜矩子（経済学者、同志社大学大学院教授）
- 牧野富夫（経済学者、日本大学名誉教授）
- 増田剛（全日本民主医療機関連合会会長）
- 松井繁明（元・自由法曹団団長、弁護士）
- 宮城泰年（聖護院門跡門主、日本宗教者平和協議会代表委員）
- 森川明（弁護士）
- 矢野裕（前・狛江市長）
- 米山淳子（新日本婦人の会会長）

## 過去の世話人
- 大西良慶（清水寺貫主）
- 笠井貴美代（元・新日本婦人の会会長）
- 川﨑美栄子（大阪府保険医協会副理事長）
- 猿橋勝子（地球科学者）
- 関本立美（弁護士）
- 藤末衛（元・全日本民主医療機関連合会会長）
- 松本清張（日本共産党と創価学会との合意についての協定(共創協定)を自宅で仲介した功績のある作家）
- 浜林正夫（マルクス主義歴史学者、一橋大学名誉教授[7]）
- 都丸哲也（元・日本社会党市議、保谷市長）
- 亀田得治（日本社会党に所属していた元参議院議員。社公合意した党方針への反発で離党）
- 矢山有作（日本社会党の元衆議院議員）
- 栗原透（日本社会党の元・高知県本部委員長、元高知県議）
- 品川正治（経済同友会終身幹事）
- 三上満（教育家、元・全国労働組合総連合（全労連）議長、元・全日本教職員組合委員長）
- 国分稔（元・全国商工団体連合会会長）
- 笹渡義夫（元・農民運動全国連合会会長）
- 白石淳一（元・農民運動全国連合会会長）
- 小山農（元・日本民主青年同盟委員長）
- 田中悠（元・日本民主青年同盟委員長）
- 永井智雄 (元・日本共産青年同盟神戸市委員長、俳優）
- 渡辺武（歴史学者、大阪城天守閣館長）
- 谷内口浩二（元・京都総評事務局長）
- 山崎龍明（前・法善寺住職、武蔵野大学名誉教授）
- 吉田健一（自由法曹団、弁護士）